# SNAC
SNAC of Social Networks and Archival Context is een internationale, online dienst waarmee namen van personen, families en organisaties gekoppeld worden aan archiefinformatie in culturele erfgoedsites. 
SNAC werd opgericht in 2010, met financiering van de National Endowment for the Humanities (NEH) door de National Archives and Records Administration (NARA), de California Digital Library (CDL), het Institute for Advanced Technology in the Humanities (IATH) aan de University of Virginia en de University of California, Berkeley School of Information. De Andrew W. Mellon Foundation financierde de tweede fase van het project van 2012 tot 2014. 
Het initiatief wordt gefinancierd door de Andrew W. Mellon Foundation, de Institute of Museum and Library Services en de National Endowment for the Humanities. De dienst wordt beheerd en ter beschikking gesteld door de University of Virginia Library en de National Archives and Records Administration.